# Godepert
Godepert (? – 662, Pavia) var en langobardisk konge af Italien der regerede fra 661 til 662. Han var ældste søn og arving til den tidligere konge Aripert 1. Navnet "Godepert" staves også Godebert, Godipert, Gotebert, Gottbert, Gotbert, Gotebert, Gotpert, Gosbert, Godpert, Gundipert, latiniseret : Godebertus – af oldhøjtysk "got" for Gud og "beraht" for strålende.
Godepert og hans bror Perctarit var på deres fars opfordring blevet valgt til sammen at regere som konger over langobarderne. Godepert der var tilhænger af den oprindelige langobardiske arianske kristne tro, havde sit kongesæde i den gamle hovedstad Pavia, mens hans bror, der var katolik, regerede fra Milano. Efter farens død udbrød der straks stridheder mellem de to konger. Godepert søgte – ved hertugen af Torino Garibaldo som mellemmand – hertugen af Benevento Grimoalds opbakning, med løfte om at give ham sin søster som kone som betaling. Men i stedet for hjælp marcherede Grimoald med sine tropper til det nordlige Italien og lod Godepert snigmyrdede i paladset i Pavia og satte sig selv på tronen. Godeperts bror og medkonge Perctarit flygtede straks til udlandet. Godepert havde en ung søn Raginpert der undslap og senere skulle blive kronet, men først efter Grimoald.